# Yeşilova (district)
Yeşilova is een Turks district in de provincie Burdur en telt 18.611 inwoners (2007). Het district heeft een oppervlakte van 1223,8 km². Hoofdplaats is Yeşilova.
De bevolkingsontwikkeling van het district is weergegeven in onderstaande tabel. 
| 1997   | 2000   | 2007   |
| ------ | ------ | ------ |
| 22.920 | 22.173 | 18.611 |